# Kostel svatého Wolfganga (Ostroh)
Římskokatolický kostel svatého Wolfganga v Ostrohu byl postaven v letech 1470 až 1478 v pozdně gotickém slohu a v roce 1721 barokně přestavěn na náklady města Cheb. Jednolodní stavba bez věže s polygonálně uzavřeným presbytářem sloužila v 50. letech 20. století jako sklad, poměrně cenné vnitřní barokní vybavení se proto z větší části nezachovalo. Tento filiální kostel nyní patří obci, je v havarijním stavu a k bohoslužbám není využíván.
Je chráněn jako kulturní památka České republiky.